# Funicolare di Odessa
La funicolare di Odessa (in ucraino Одеський фунікулер?, Odeskij funikler; in russo Одесский фуникулёр?, Odesskij funiculer), a volte chiamata funicolare Potëmkin, si trova a Odessa, in Ucraina.
La funicolare corre a fianco della scalinata Potëmkin, collegando viale Prymorsky con il porto di Odessa.

## Storia
Dopo l'inaugurazione della maestosa scalinata Potëmkin, venne avviata l'iniziativa per la realizzazione di una funicolare che venne poi inaugurata l'8 giugno 1902, su progetto dell'ingegnere N. I. Pyatnicky.
La funicolare disponeva di due cabine da 35 passeggeri, fabbricate a Parigi.
Nel 1969 venne rimpiazzata da scale mobili, che vennero smantellate nel 1997, quando il consiglio comunale decise di ricostruire la vecchia funicolare.
Nel 1998 iniziò la realizzazione del nuovo impianto, che a causa di ritardi venne inaugurato solo il 2 settembre 2005.

## Percorso

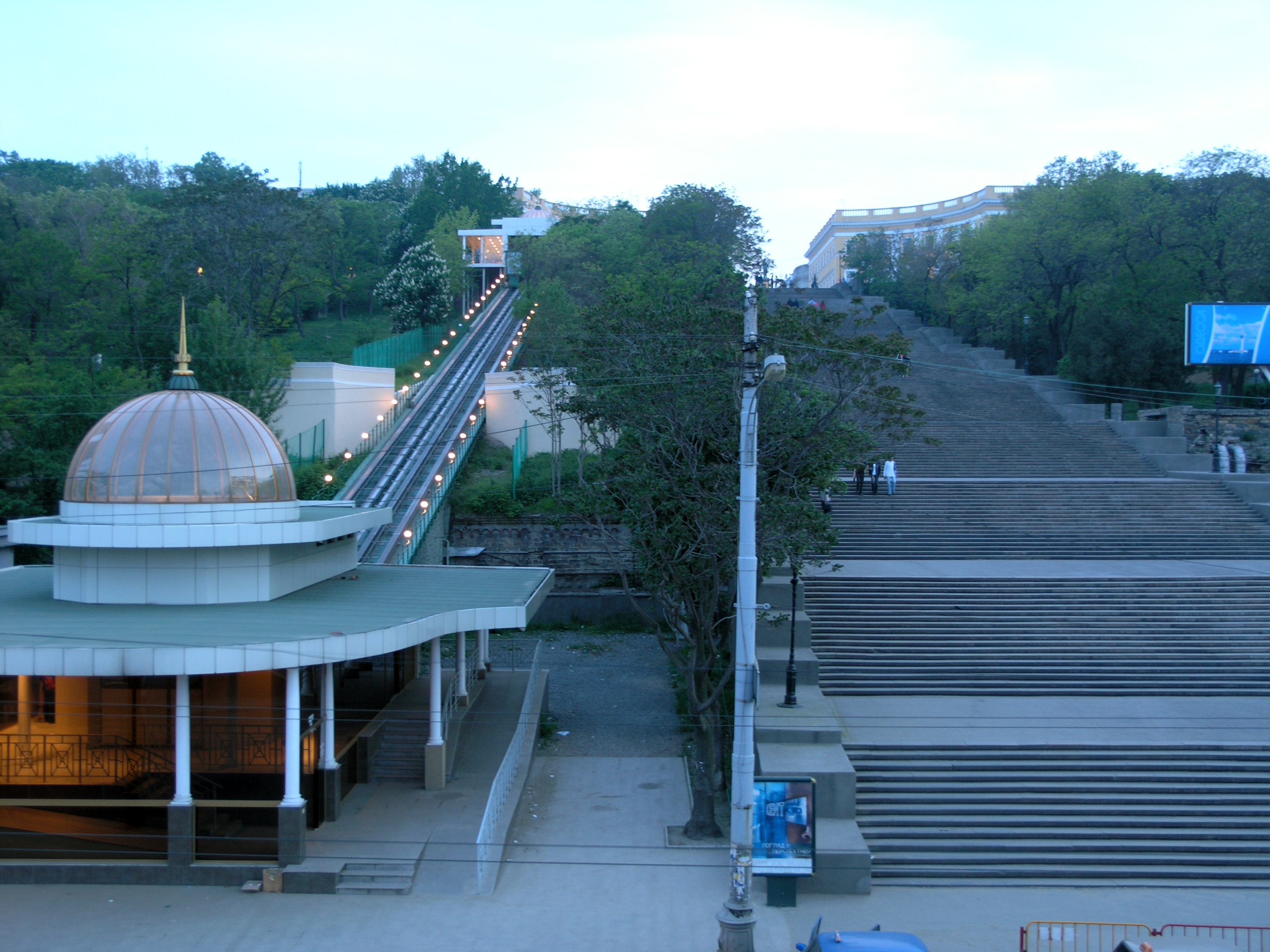
La funicolare e la scalinata Potëmkin

Situata nel centro storico, la linea collega viale Prymorsky, in cui è situata la stazione superiore, che si trova a circa 200 metri dal teatro dell'opera.
Originariamente venne realizzata con un singolo binario munito di interscambio centrale, mentre ora dispone di due binari indipendenti a scartamento metrico, lunghi 142 metri posti tra la scalinata Potëmkin e il parco Stambulsky.
Ogni vettura, simile ad un ascensore orizzontale, può trasportare fino a 12 passeggeri e il viaggio dura circa un minuto.
La linea termina in via Prymorska (Prymorska Vulicya), sulla costa del mar Nero. La stazione inferiore del porto marittimo (Morsky Port) si trova proprio di fronte al porto di Odessa ed è vicina alla stazione ferroviaria del porto di Odessa.